# Сэй, Уильям де, 3-й барон Сэй
Уильям де Сэй (лат. William de Say; 1340 — до 7 августа 1375) — английский аристократ, 3-й барон Сэй с 1359 года. Сын Джеффри де Сэя, 2-го барона Сэя, и его жены Мод де Бошан. После смерти отца унаследовал семейные владения и баронский титул. В октябре 1361 года был посвящён в рыцари.
Сэй был женат на Беатрисе Брюес, дочери Томаса Брюеса, 1-го барона Брюеса, и Беатрисы Мортимер. В этом браке родились дочь Элизабет (1366—1399) и сын Джон (1373—1382), 4-й барон Сэй.